# واریسیت
واریسیت  (به انگلیسی: Variscite) با فرمول شیمیایی Al[PO4].2H2O از مجموعه کانی هاست و لومینسانس متغیر تا کم رنگ دارد. از نام قدیمی variscia در آلمان شرقی گرفته شده‌است. ذوب ناشدنی- محلول در KOH Al2O۳:۳۲٫۲۶٪ P2O۵:۴۴٫۹۴٪ H2O:۲۲٫۸٪ همراه با ادخال‌های As,Fe برای اولین بار در آمریکا کشف شد و از نظر شکل بلور: پسودواکتائدر - منشوری، رنگ: بیرنگ - سبز آبی - سبز، شفافیت: نیمه کدر، شکستگی: صدفی، جلا: مات - چرب، رخ: کامل مطابق با سطح، سیستم تبلور: ارترومبیک و در رده‌بندی فسفات است همچنین خاصیت مغناطیسی ندارد و منشأ تشکیل آن ثانوی است
همایند کانی‌شناسی (پارانژ) آن اشکال بلوری - اشعه X - سختی و واکنش‌های شیمیائی واولیت- واولیت- بولیواریت- لیمونیت و غیره است، از نظر ژیزمان آگرگات توده‌ای - دانه‌های نیمه شکل دار کمیاب است و بیشتر در آلمان شرقی، اطریش، چک اسلواکی، آمریکا، بولیوی یافت می‌شود